# Кадын-эфенди
Кады́н-эфе́нди (осман. قادین افندى‎) — титул официальных жён султанов Османской империи.
По традиции, султан имел четырёх официальных жён, то есть «кадын-эфенди», но встречались случаи, когда султан имел от 5 до 8 жён. Официально кадын-эфенди именовались: باش قادین‎ («баш кадын», старшая жена), ايكنچي قادین‎ («икинджи кадын», вторая жена), اوچنچی قادین‎ («учюнджю кадын», третья жена), دوردنچی قادین‎ («дёрдюнджю кадын», четвёртая жена) и т. д.
Предшественниками этого титула являются более ранние титулы «хатун» и «хасеки».
Официально титул был введён Ахмедом III вскоре после восшествия на престол.